# 卡洛斯·路易斯·里维拉-菲耶韦
卡洛斯·路易斯·德里维拉-菲耶韦（西班牙語：Carlos Luis de Ribera y Fieve，1815年—1891年4月14日）是19世纪西班牙画家，新古典主义画家胡安·安东尼奥·里维拉的儿子。

## 生平
出生于罗马。洗礼名来自卡洛斯四世国王和帕尔马的玛丽亚·路易莎王后。
在马德里皇家聖費爾南多美術學院学习绘画，1830年以一幅“征服者瓦斯科·努涅斯·德·巴尔沃亚”肖像画在学院竞赛中获奖，崭露头角。后获得奖学金，来到罗马和巴黎游学。曾在法国画家保罗·德拉罗什的指导下学习。1839至1855年一直在巴黎举办个人画展。曾在皇家圣费尔南多美术学院执教，影响了雷蒙多·马德拉索、爱德华多·卡诺等画家。
他也是一位小有名气的插画家和设计师，为当时的一些艺术期刊和杂志绘过插图。还为西班牙议会厅（1850年）和大聖方濟各聖殿内部做过装饰。

## 作品集

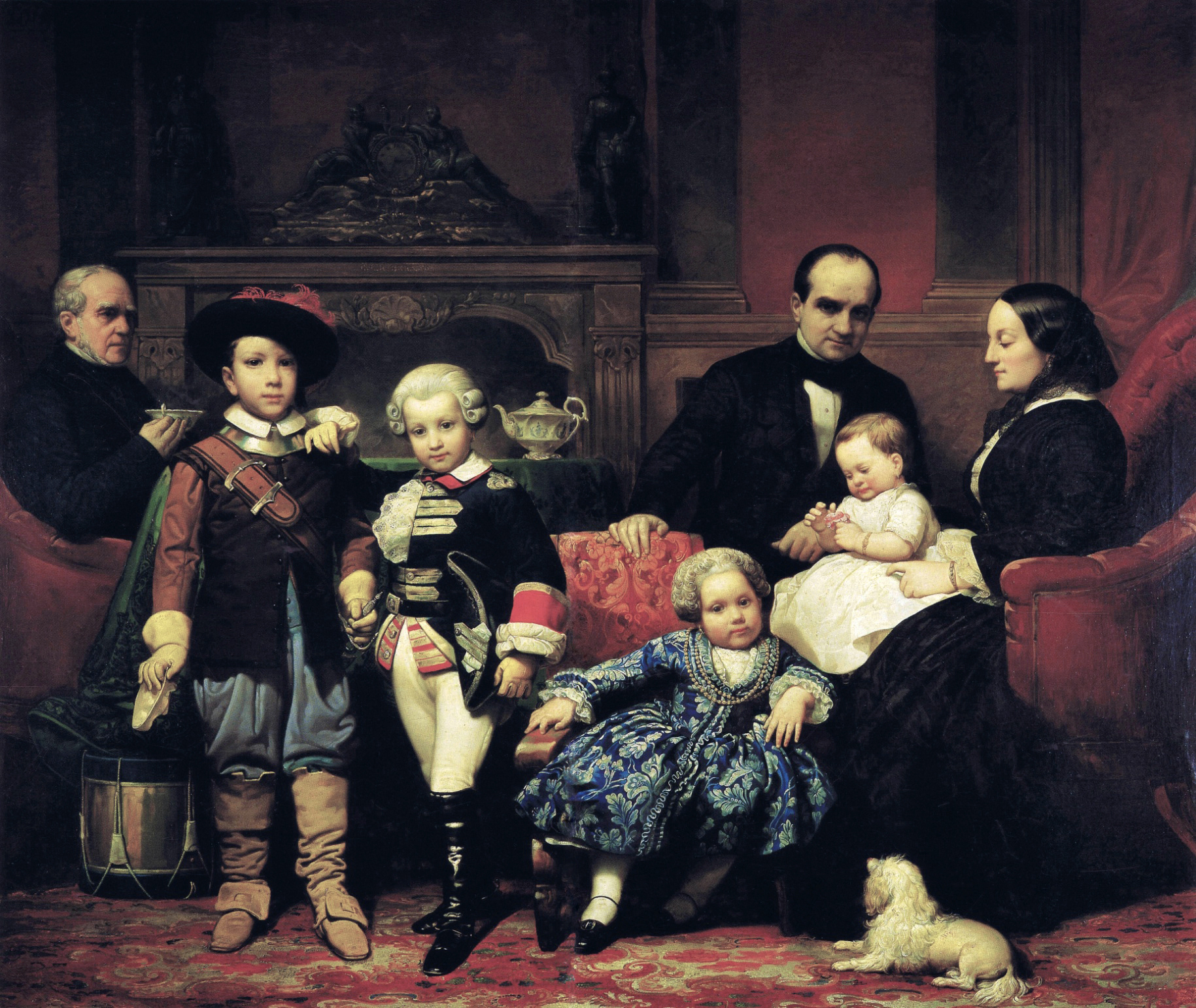
家族，1854年
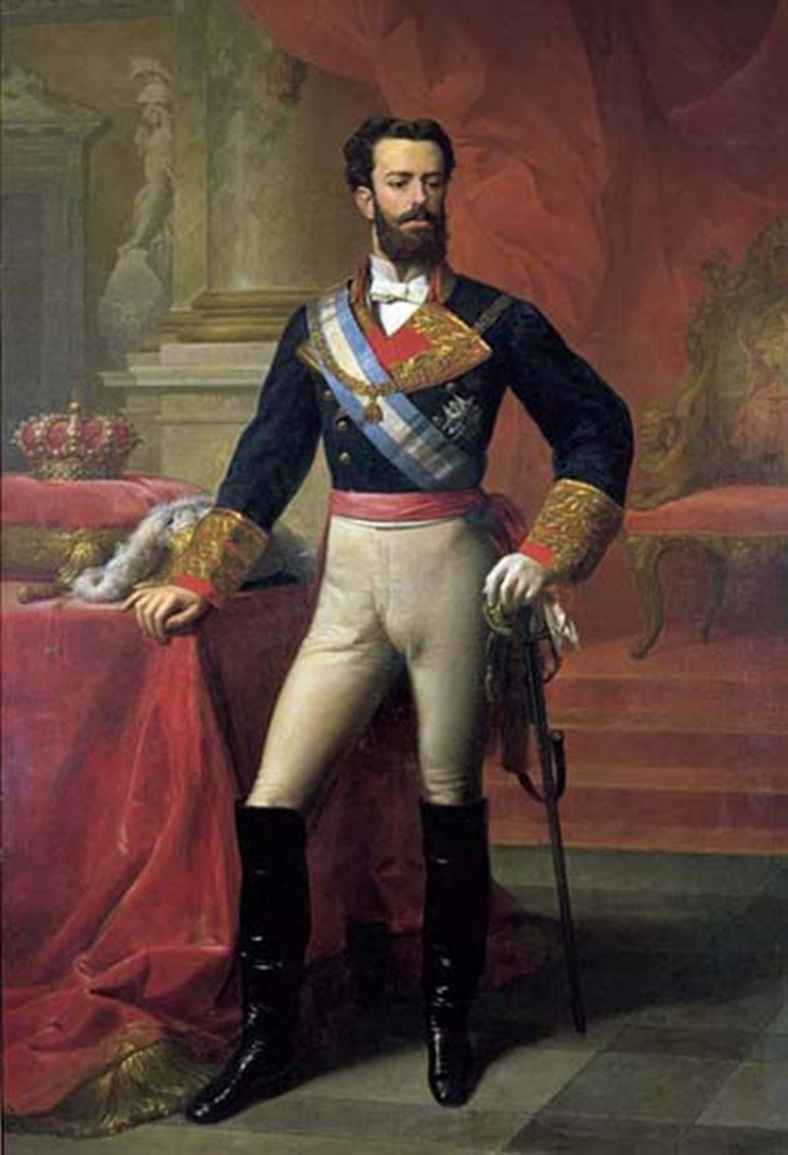
阿玛迪奥一世，马德里西班牙銀行，1874年
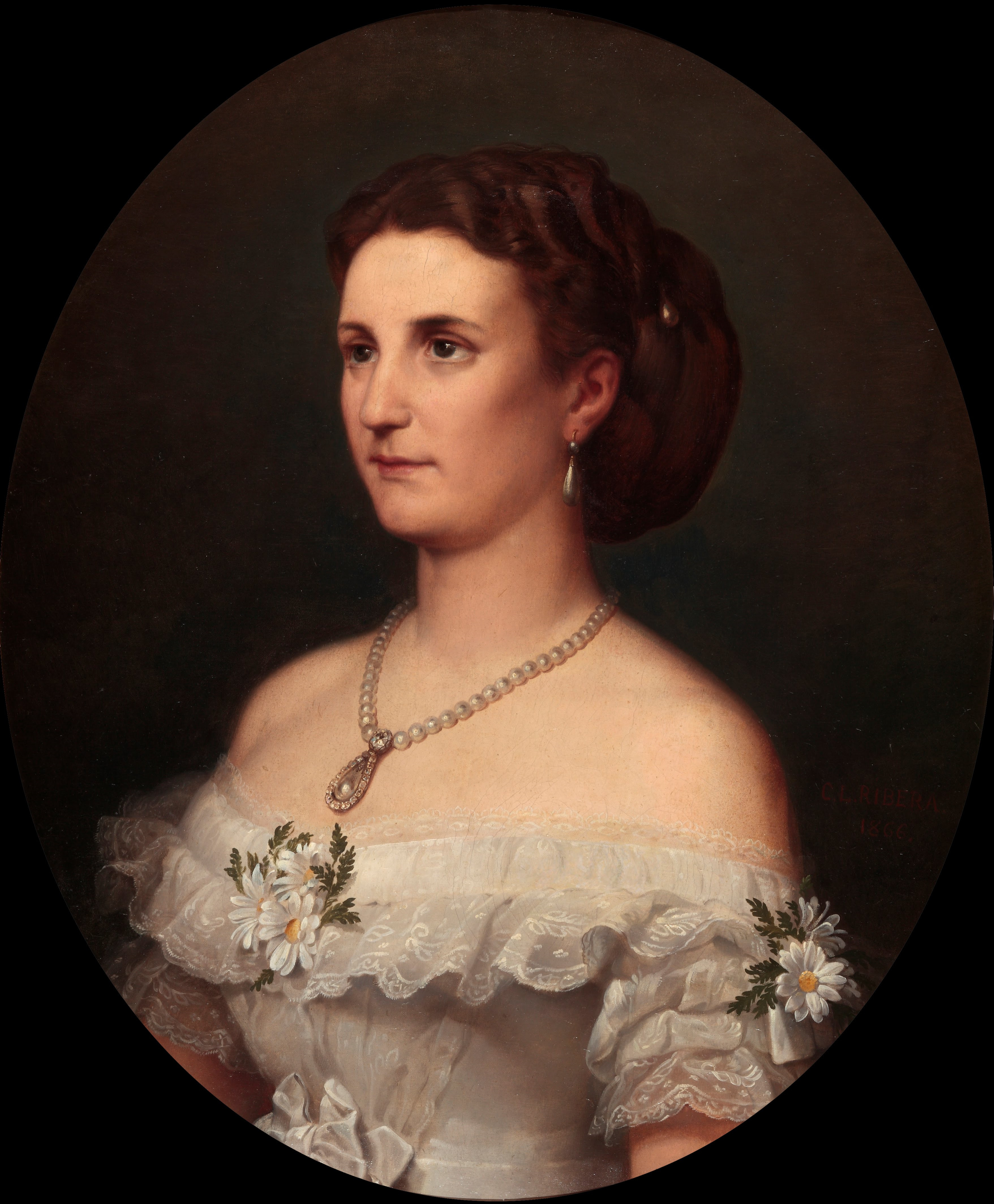
奥苏纳女公爵，1866年
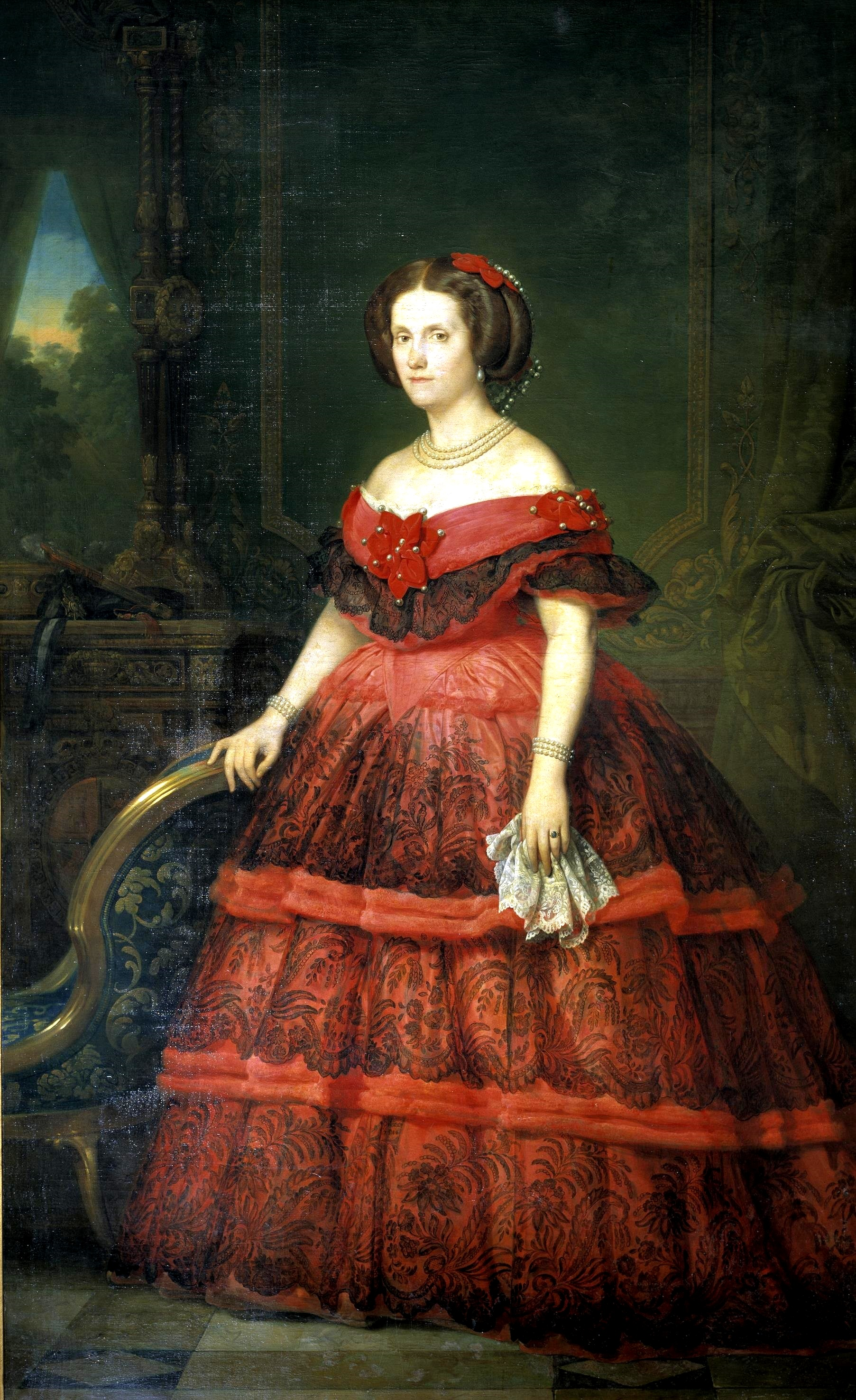
伊莎贝尔·费尔南达公主，1860年
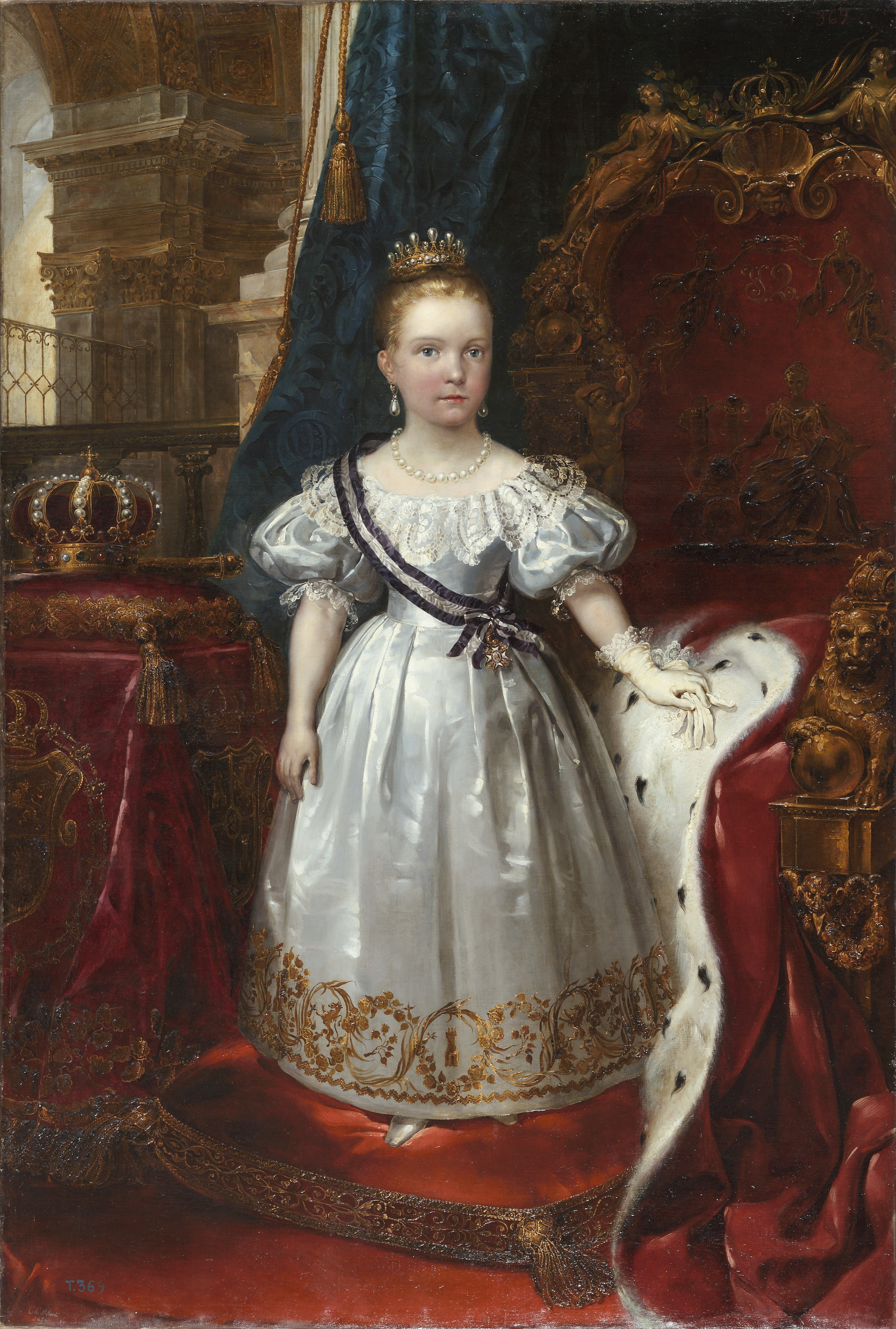
伊莎贝拉二世女王幼年，约1835年